# Росколіт
Росколіт — це зелений мінерал із групи слюди, що містить ванадій.

## Загальний опис
Хімічна формула — K(V3+, Al, Mg)2AlSi3O10(OH)2. Кристали росколіту мають моноклінічну форму та належать до групи точок 2/m. Зовнішній вигляд — напівпрозорий до напівпрозорого, колір — від оливково-коричневого до зелено-коричневого. Блиск перламутровий. Мінерал демонструє плеохроїзм, при цьому осі X мають зелено-коричневий колір, а осі Y та Z — оливково-зелений. Мінерал був названий на честь Генрі Енфілда Роско, який першим видобув металевий ванадій.